# Josep Vendrell i Lladó
Josep Vendrell Lladó (Lleida, 5 de juliol de 1919 – Lleida, 3 d'abril de 1988) fou un futbolista català dels anys 1940 que jugava com a mig ala.

## Trajectòria
Josep Vendrell juga amb l'UE Lleida de 1939 a 1943. Al 1943, fitxa pel FC Barcelona a ens queda fins al 1946. Amb el Barça va debutar en partit oficial el 30 de desembre de 1945 contra el Sevilla FC (13a jornada de la lliga espanyola). És el seu únic partit de Lliga amb el Barça. També va jugar un partit de Copa espanyola a l'abril de 1946 contra el Sevilla, i 98 partits no oficials. Al 1946, va retornar a la UE Lleida fins al 1950.
Al 1950, va fitxar pel CE Binèfar fins al 1952.
Disputà un partit amb la selecció catalana l'any 1942.

## Palmarès
FC Barcelona
- Campionat de Lliga : 1945
- Copa de Oro: 1945